# Temple protestant de La Rochelle
Le temple de La Rochelle est un lieu de culte protestant situé rue Saint-Michel à La Rochelle dans le département français de la Charente-Maritime en région Nouvelle-Aquitaine.
La paroisse est membre de l'Église protestante unie de France.

## Historique
Dès 1546, La Rochelle, grande puissance maritime, est l'une des grandes villes gagnées à la Réforme. En 1561, les protestants ouvrent rue Saint-Michel la première salle de culte public de La Rochelle. La ville devient une place forte protestante lors des guerres de Religion, c'est la « capitale des Réformés ». En 1598, l'édit de Nantes en fait une place de sûreté. Elle accueille plusieurs lieux de culte, comme le temple Saint-Yon, la chapelle Sainte-Marguerite, et le Grand Temple, consacré en 1603.
Après le blocus de La Rochelle en 1628, Louis XIII soutient le renouveau de la vie catholique de la ville. De même que le Grand Temple devient le siège d'un nouvel archevêché, la cathédrale Saint-Louis de La Rochelle, l'ordre des Frères mineurs récollets s'établit dans la salle Saint-Michel. Un cloître et une l'église sont construits en 1691. La façade est typique de la Contre-Réforme en France. Elle comporte deux palmes et deux niches (aujourd'hui vides) surmontées d'une guirlande et soutenus par de riches culs-de-lampe. L'édifice prend le nom d'église des Récollets.
En 1685, l'édit de Nantes est révoqué, les protestants n'ont plus de lieux de culte dans la ville. Leur dernier lieu de culte, le temple Saint-Eloy, construit en 1630, est démoli. Ils quittent alors massivement la ville et s'exilent dans les pays du refuge protestant, notamment en Hollande, Allemagne et Angleterre, certains gagnant l'Amérique où ils fondent, près de New York, la ville de New Rochelle. En 1802, on ne compte plus qu'un millier de huguenots à La Rochelle.
L'église des Récollets subit un incendie et est reconstruite en 1705.
Lors de la Révolution de 1789, les congrégations sont dissoutes. L'église est confisquée et est vendue comme bien national. Elle est achetée par le négociant M. Ranson en 1793, au nom des familles protestantes de la ville mais sert encore de lieu de réunion au Club des jacobins jusqu'en 1798. Elle est alors définitivement confiée au culte réformé. En 1810, le reste du couvent est cédé aux sœurs de Notre-Dame de Charité (Dames Blanches).
Les protestants en transforment l'intérieur, installent un orgue en 1809 et des boiseries. En 1862, le temple est réaménagé par l'architecte Antoine Brossard, conduisant notamment à la destruction des cinq chapelles latérales. La chaire actuelle date de 1836. Un nouvel orgue est installé en 1887. La façade et le cloître sont classés monument historique le 11 octobre 1924.
En 1931 est ouvert le musée rochelais d’histoire protestante à partir des collections du pasteur Samuel Eynard. Il retrace l'histoire du protestantisme en France, notamment à La Rochelle et dans la région,.
Le 27 octobre 1995, le temple fait l'objet d'une donation de la part de l'association cultuelle de l'Église réformée de La Rochelle à la Ville de La Rochelle, qui en devient donc propriétaire. L'acte notarié prévoit que l'édifice doit rester affecté au culte protestant.

## Orgue
L'orgue actuel a été commandé en 1897 par la communauté protestante de La Rochelle au facteur d’orgues Joseph Merklin. Il a remplacé un petit orgue de chœur Cavaillé-Coll (1 clavier et 8 jeux) acquis en 1841 par la paroisse et que Merklin a repris lors de l’installation de l’orgue actuel.
Cet instrument a fait l’objet d’une restauration complète en 2015-2016, effectuée par la manufacture d’orgues Yves Fossaert de Mondreville (Seine-et-Marne).

### Caractéristiques

#### Grand orgue (56 notes)
- Bourdon 16’
- Montre 8’
- Bourdon 8’
- Flûte harmonique 8’
- Prestant 4’

#### Pédalier (30 notes)
- Soubasse 16’ (Grand orgue)
- Flûte 8’ (Grand orgue)

#### Récit expressif (56 notes)
- Cor de Nuit 8’
- Salicional 8’
- Voix céleste 8’
- Flûte octaviante 4’
- Octavin 2’
- Plein jeu II/IV rangs
- Trompette 8’
- Basson/Hautbois 8’

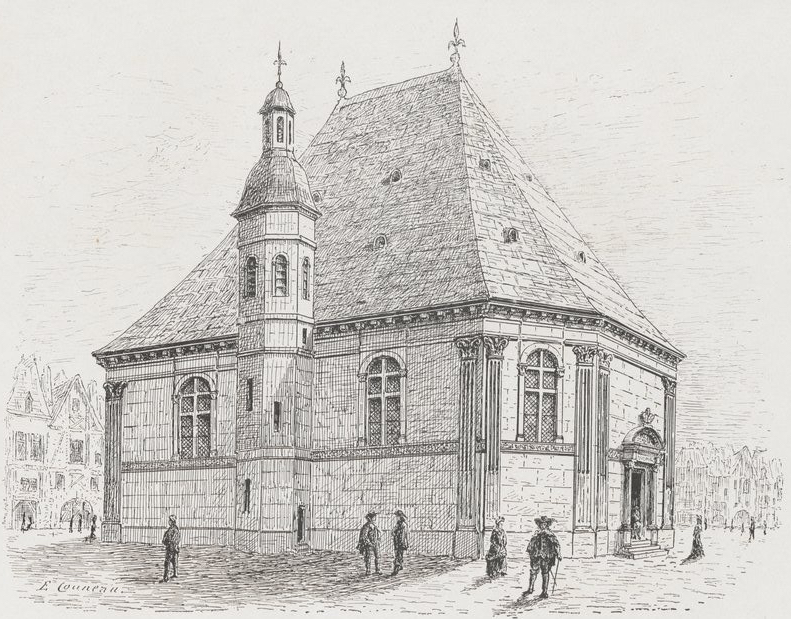
Représentation du Grand Temple, issue du livre La Rochelle Disparue d'Émile Couneau.
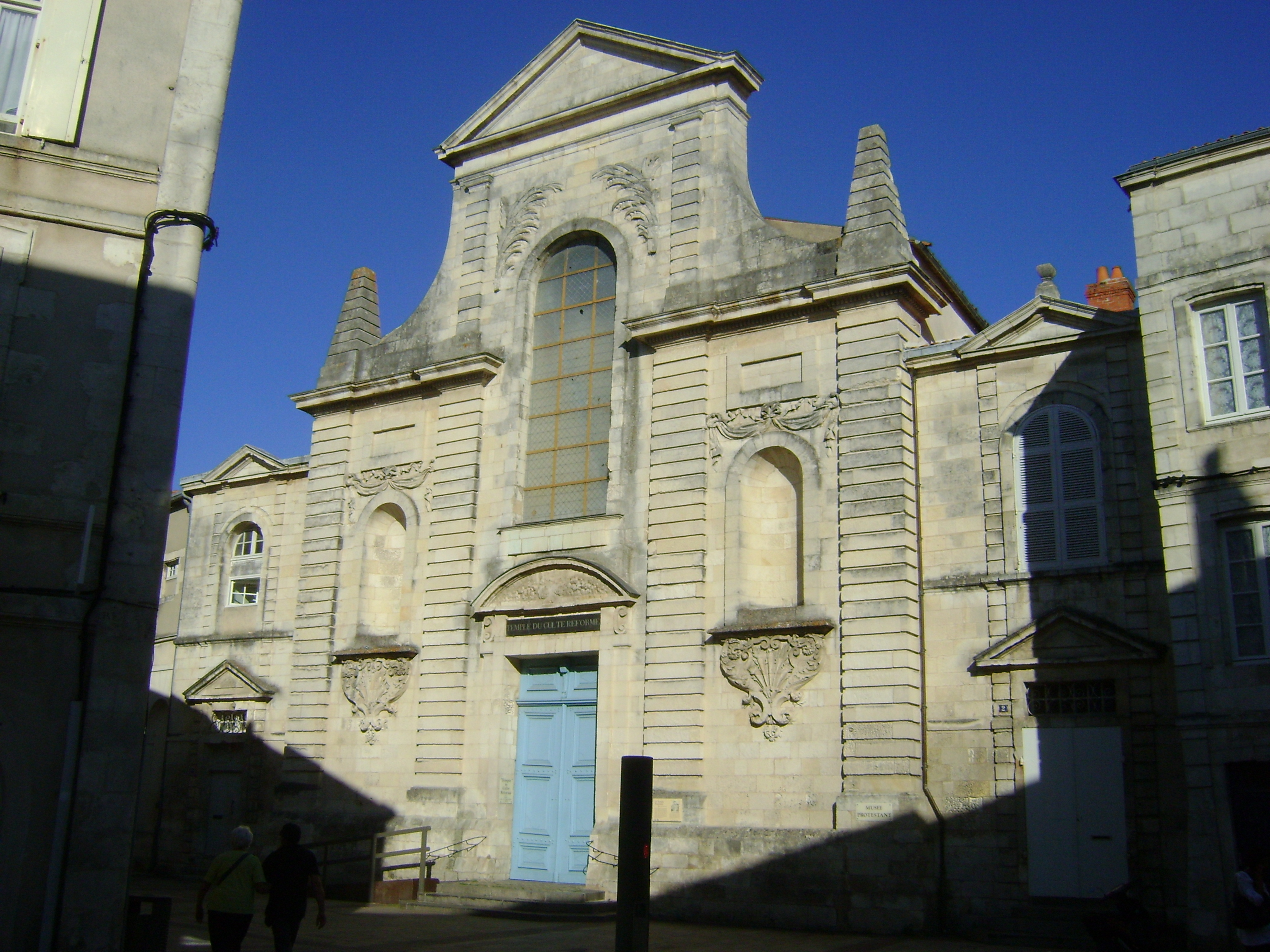
Façade du temple.
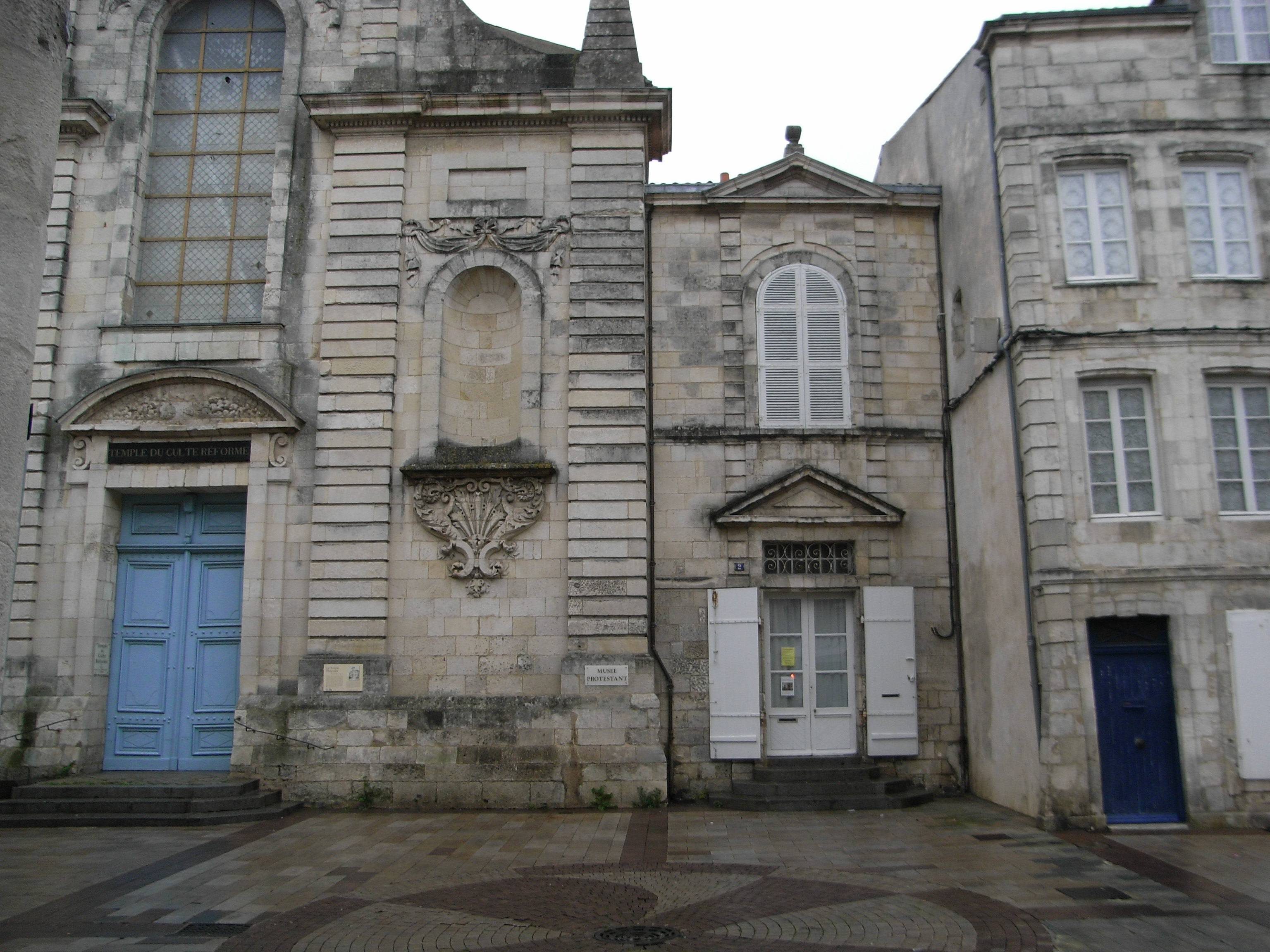
Musée rochelais d’histoire protestante.
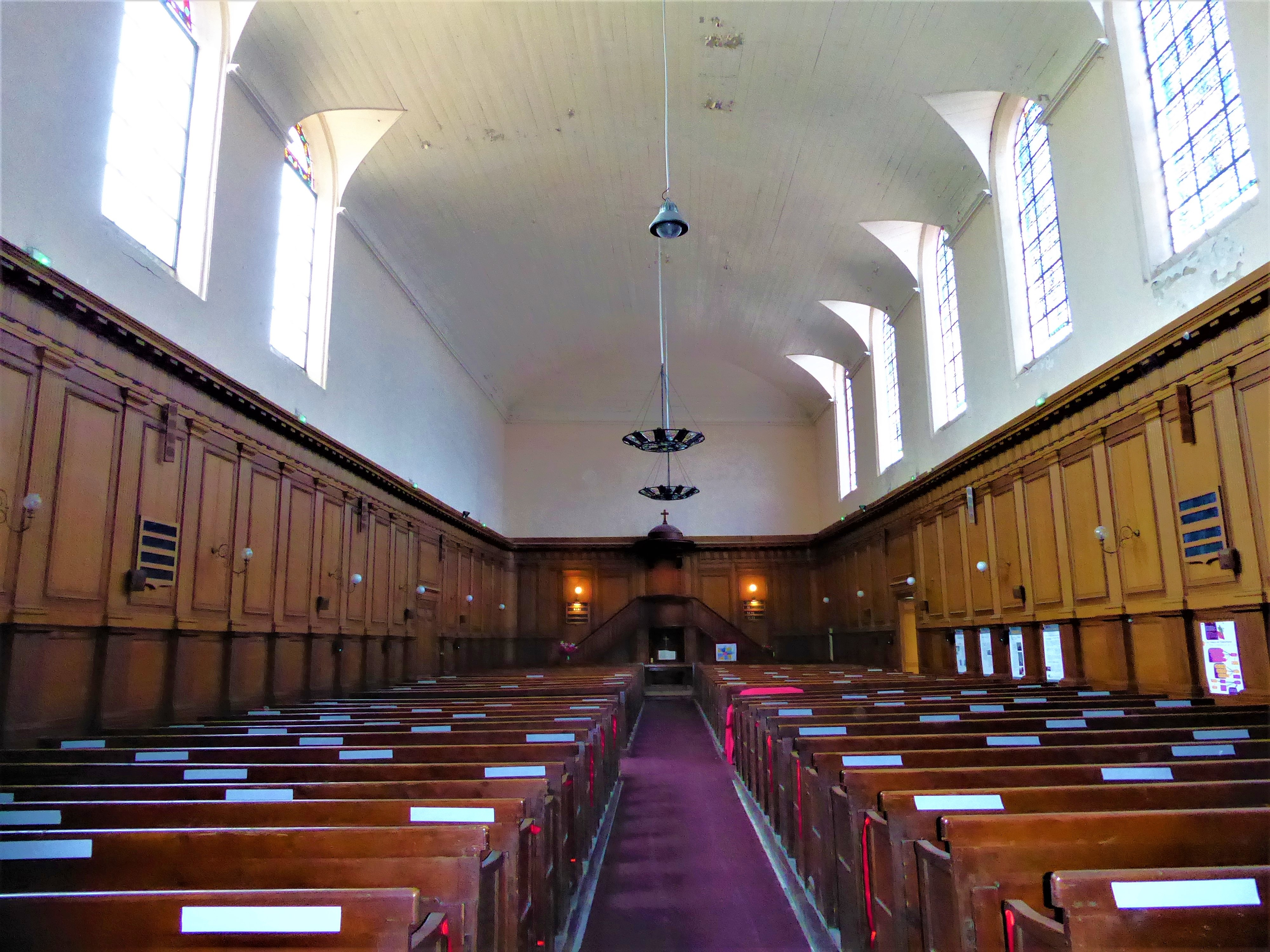
Intérieur.
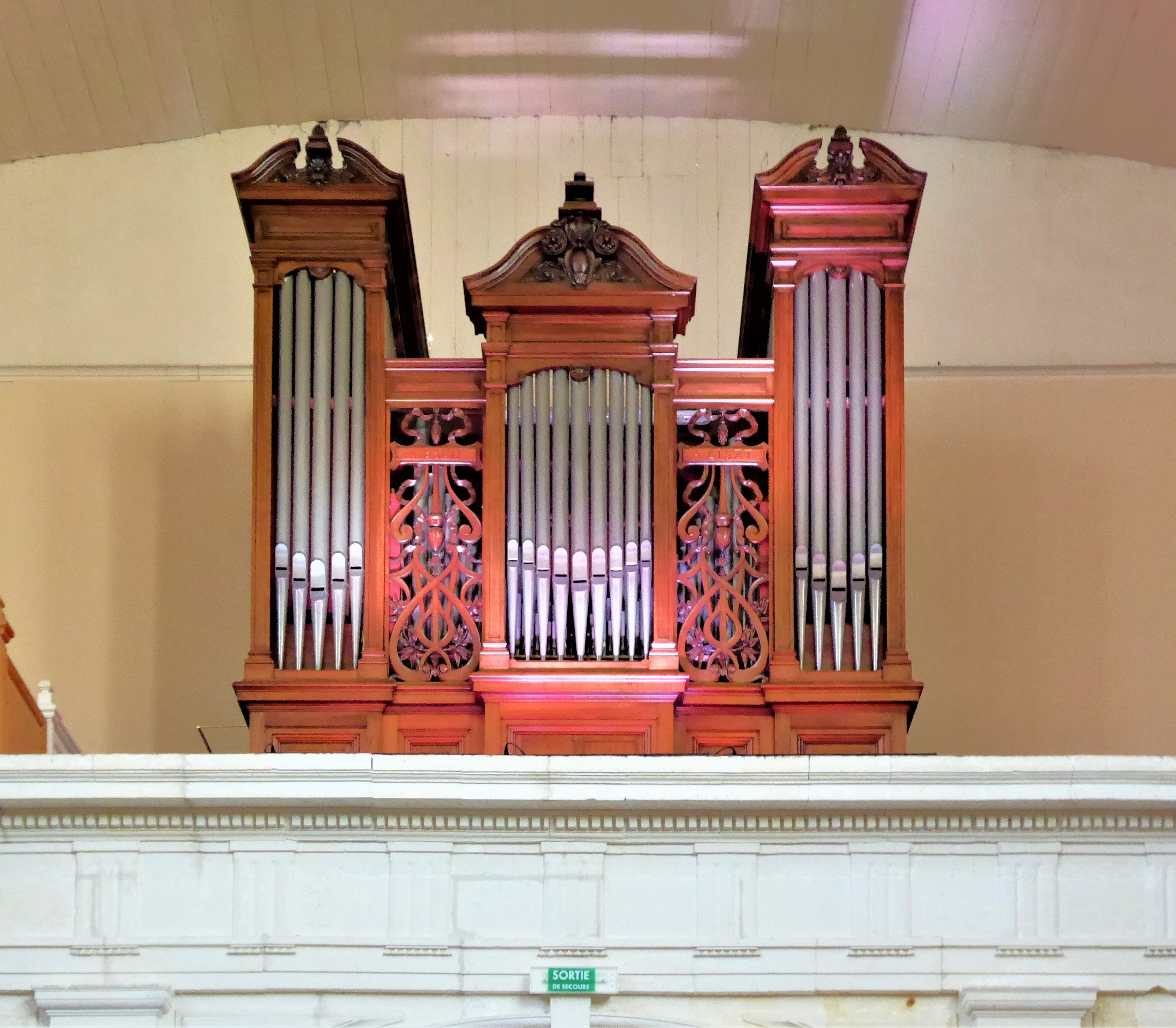
Orgue.